# دیوید دلفین
دیوید دلفین (انگلیسی: David Dolphin؛ زادهٔ ۱۵ ژانویهٔ ۱۹۴۰) یک دانشمند در زمینه زیست‌شیمی اهل کانادا است.
وی همچنین برنده جوایزی همچون کمک هزینه گوگنهایم شده است.